# Gorjansko
Gorjansko este o localitate din comuna Komen, Slovenia, cu o populație de 271 de locuitori.